# И повторится всё… (фильм, 1984)
«И повторится всё…» — советский художественный фильм, снятый режиссёром Ярославом Лупием на Одесской киностудии в 1984 году. Дебютная главная роль актрисы Ольги Кабо, в которой она снялась в возрасте пятнадцати лет.
Премьера фильма состоялась 16 ноября 1984 года. В СССР фильм посмотрели 1 млн зрителей.

## Сюжет
В Москве случайно встречаются бывшие одноклассники Юра и Галя, которые учатся вместе в педагогическом институте. Они отправляются на практику в колхоз, где сталкиваются с трудностями и насмешками. Юра влюбляется в Галю и, освоившись с поэтическим даром, в конце практики признаётся в любви, читая ей стихи.

## В ролях
- Игорь Шептицкий — Юра
- Ольга Кабо — Галя
- Татьяна Абанина — Оксана
- Олег Бельдюгин — Володя
- Сергей Бурлаков — Коля
- Александр Варакин — Слава
- Сергей Дробязко — «Жених»
- Дмитрий Ивановский — Саша
- Татьяна Колотилова — Нина
- Игорь Коршунов — Игорь
- Татьяна Тарасова — Лена
- Андрей Горецкий — Митька
- Ирина Калиновская — Клара
- Гелена Ивлиева — инспектор района
- Владимир Кудряшов — комендант